# Bourbon-l’Archambault
Bourbon-l’Archambault ist eine französische Kleinstadt mit 2542 Einwohnern (Stand 1. Januar 2022) im Département Allier in der Region Auvergne-Rhône-Alpes. Sie gehört zum Arrondissement Moulins und ist Sitz des Gemeindeverbandes Bocage Bourbonnais.

## Lage
Die Kleinstadt Bourbon-l’Archambault liegt an der oberen Burge, einem Nebenfluss des Allier, etwa 21 Kilometer westlich von Moulins. Nördlich der Stadt erstreckt sich der See Étang de Bourbon-l’Archambault. Nachbargemeinden von Bourbon-l’Archambault sind Franchesse im Norden, Agonges im Nordosten, Saint-Menoux im Osten, Autry-Issards im Südosten, Gipcy und Meillers im Süden, Saint-Aubin-le-Monial im Südwesten, Ygrande im Westen sowie Saint-Plaisir im Nordwesten.

## Geschichte
Die antike Siedlung Bourbon befand sich im Siedlungsgebiet der Biturigen. Diese Stadt ist als Aquae Bormonis auf der Tabula Peutingeriana verzeichnet. Im Mittelalter war der Ort die Hauptstadt der Herren von Bourbon, von denen neun zwischen dem 10. und 12. Jahrhundert den Vornamen Archambault trugen. Durch die Heirat der Beatrix von Burgund 1276 mit Robert de Clermont, einem Sohn des französischen Königs Ludwig dem Heiligen, gingen Burg und Herrschaft an eine jüngere Linie der Kapetinger über, die seit 1327 den Titel Herzog von Bourbon führte (auch Haus Bourbon genannt), welche 1589 die ältere Linie Haus Valois als regierende Dynastie in Frankreich ablöste. Im 15. Jahrhundert verlegten die Bourbonen ihren Hauptsitz auf das Schloss in Moulins. Die Burgruine Bourbon-l’Archambault gehört heute der Bourbonenlinie Haus Orléans.
Bourbon wurde eine wichtige Festung, die mit 15 Türmen bestückt war, und die bis ins 15. Jahrhundert hinein in Gebrauch war. Im 17. Jahrhundert entdeckte man Thermalquellen, die noch heute in Betrieb sind. Im 19. Jahrhundert wurde die Festung fast vollständig abgerissen. Lediglich drei Türme blieben auf Drängen des Dichters Achille Allier stehen.

### Bevölkerungsentwicklung
| Jahr                       | 1962 | 1968 | 1975 | 1982 | 1990 | 1999 | 2006 | 2014 | 2022 |
| Einwohner                  | 2607 | 2607 | 2598 | 2550 | 2630 | 2564 | 2617 | 2558 | 2542 |
| Quellen: Cassini und INSEE |      |      |      |      |      |      |      |      |      |

## Sehenswürdigkeiten
- Ruine der Burg der Herzöge von Bourbon, darunter der Turm Qui Qu’en Grogne, Monument historique[1]
- Kirche Saint-Georges, Monument historique[2]
- Rathaus (Hôtel de ville)

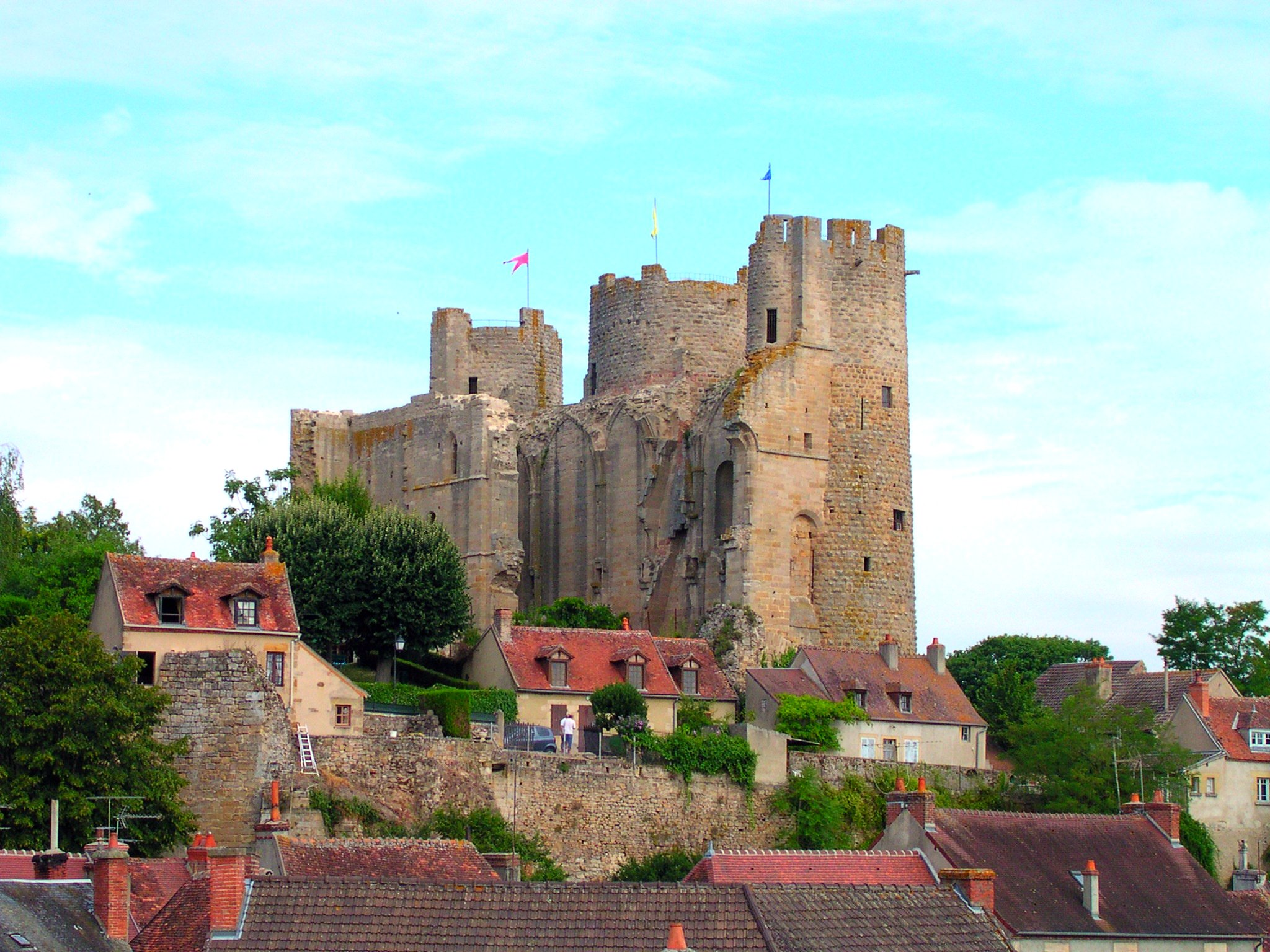
Burg Bourbon-l’Archambault
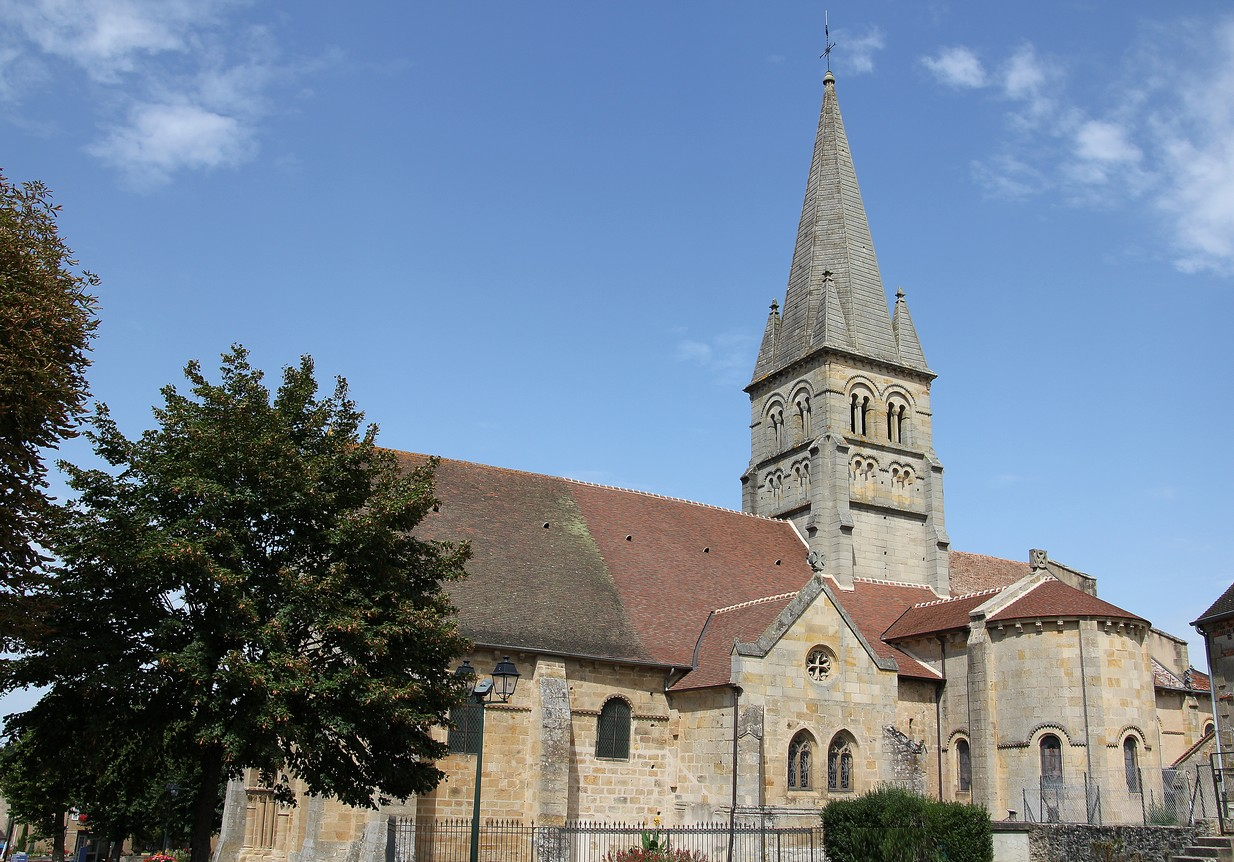
Kirche Saint-Georges
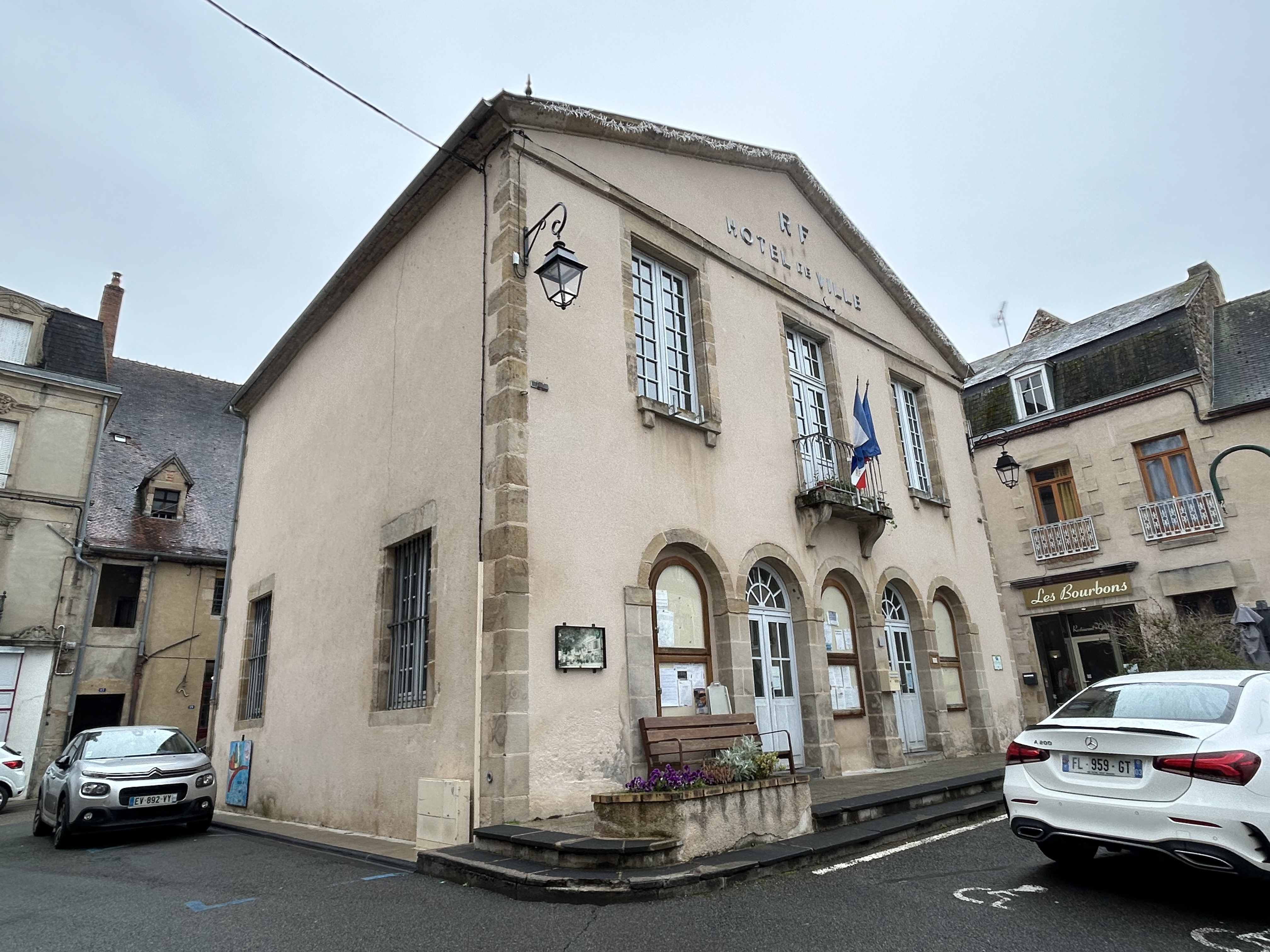
Rathaus
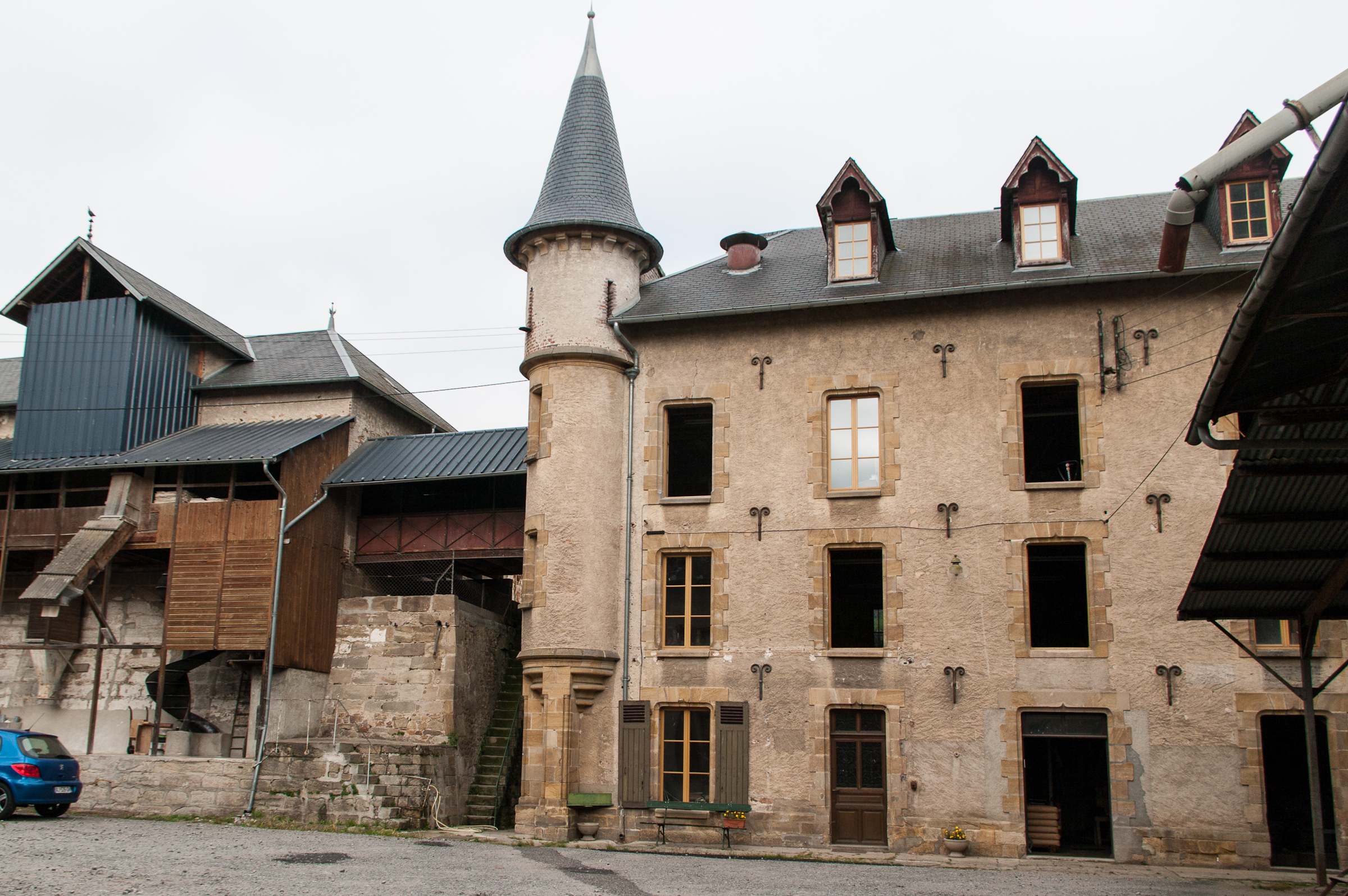
Ehemalige Mühle

## Persönlichkeiten
- Madame de Montespan (1640–1707), Mätresse Ludwigs XIV.
- Émile Guillaumin (1873–1951), Schriftsteller
- Achille Allier, Dichter
- André Lichnerowicz (1915–1998), Mathematiker
- Jean Baptiste du Casse (1646–1715), Flibustier und Admiral, in Bourbon-l’Archambault gestorben